# Walery Kujawski

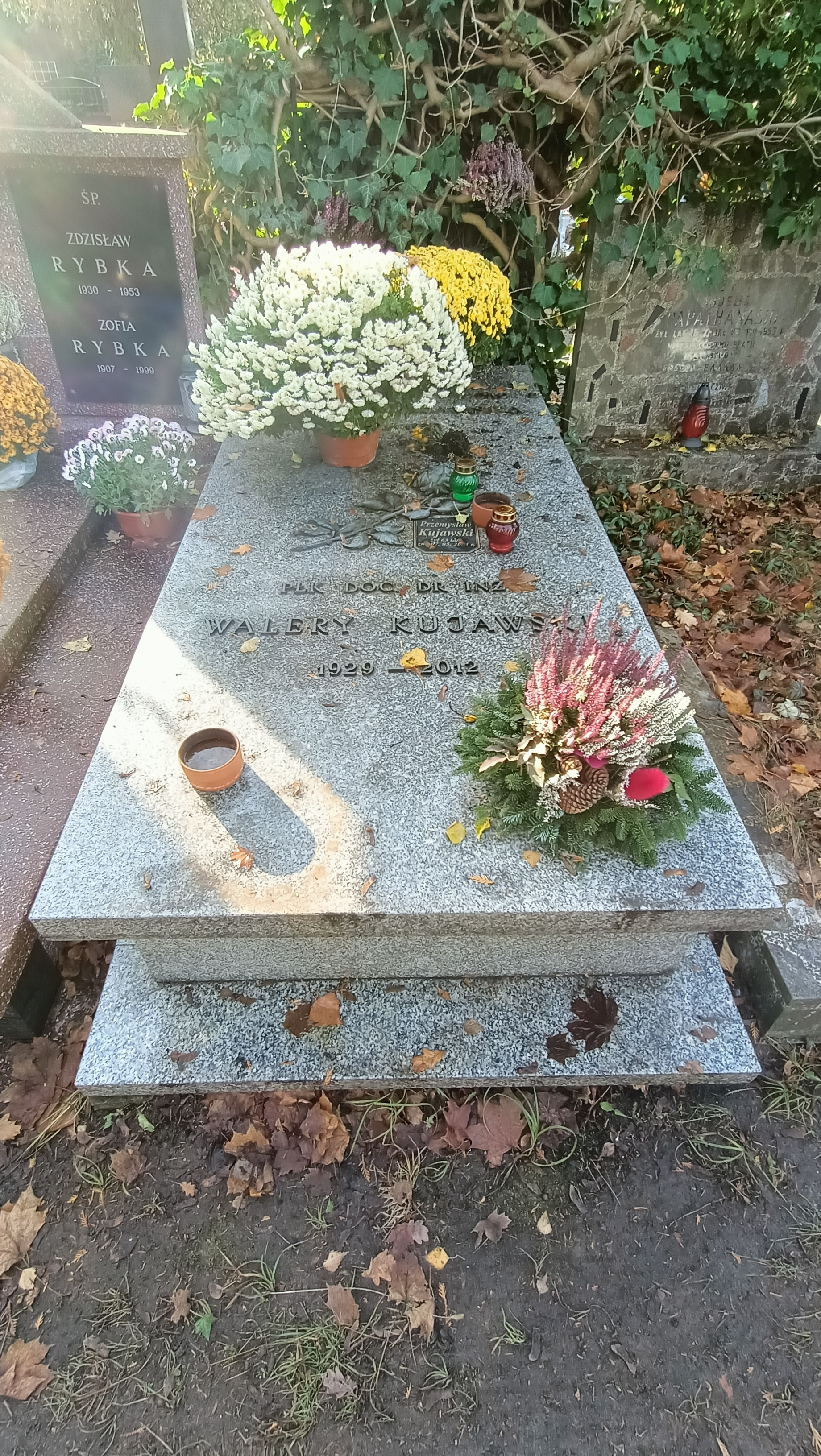
Grób Walerego Kujawskiego na cmentarzu Wojskowym na Powązkach

Walery Roman Kujawski (ur. 29 września 1929 w Kraśniczynie, zm. 19 listopada 2012 w Warszawie) – polski działacz państwowy, inżynier mechanik oraz wojskowy w stopniu pułkownika. Zastępca komendanta-rektora Wojskowej Akademii Technicznej (1973–1974), podsekretarz stanu w Ministerstwie Nauki, Szkolnictwa Wyższego i Techniki (1974–1980).

## Życiorys
Syn Kazimierza i Marii. Ukończył gimnazjum ogólnokształcące w Krasnymstawie (1947) i liceum dla pracujących w Zabrzu (1950). W 1947 został instruktorem powiatowym w Związku Walki Młodych w Zabrzu, następnie od 1948 do 1950 pracował jako kreślarz i konstruktor Biurze Projektowania Urządzeń Przemysłu Hutniczego w Zabrzu i Gliwicach. W 1950 rozpoczął studia na Politechnice Warszawskiej, następnie przeniósł się na Wydział Wojsk Inżynieryjnych Wojskowej Akademii Technicznej, gdzie uzyskał dyplom inżyniera mechanika (1954) i magistra inżyniera mechanika (1956). W 1957 został starszym wykładowcą w Katedrze Maszyn Inżynieryjnych WAT. W 1961 rozpoczął aspiranturę na Wojskowej Akademii Inżynieryjnej im. W.W. Kujbyszewa w Moskwie, gdzie w 1963 doktoryzował się. W 1971 uzyskał powołany na stanowisko docenta, zajmował stanowiska szefa Oddziału Naukowego (1967–1973) oraz zastępcy komendanta rektora WAT ds. naukowych (1973–1974). Uzyskał także stopień pułkownika, w 1991 przeszedł w stan spoczynku.
Od sierpnia 1948 działacz Polskiej Partii Robotniczej, następnie Polskiej Zjednoczonej Partii Robotniczej, pełnił funkcję sekretarza Komitetu Uczelnianego WAT (1967). Od grudnia 1974 do maja 1980 zajmował stanowisko podsekretarza stanu w Ministerstwie Nauki, Szkolnictwa Wyższego i Techniki, równocześnie w 1980 przewodniczył Radzie ds. Gospodarstwa Aparaturą Badawczą. W latach 1980–1981 zastępca szefa Szefostwa Badań i Rozwoju Techniki Wojskowej Ministerstwa Obrony Narodowej, następnie do 1986 dyrektor generalny Ministerstwa Górnictwa i Energetyki. W latach 1987–1991 dyrektor Instytutu Maszyn Roboczych WAT. 
W 1991 został prezesem i szefem rady nadzorczej spółki Awat, zajmującej się komercjalizacją wynalazków tworzonych na macierzystej uczelni. Był założycielem Stowarzyszenia Przyjaciół Wojskowej Akademii Technicznej.
23 listopada 2012 pochowany na Cmentarzu Wojskowym na Powązkach z udziałem kompanii reprezentacyjnej Wojska Polskiego. Był żonaty, miał syna i córkę.

## Wyróżnienia
Wyróżniony m.in. Złotym Medalem za zasługi dla Wojskowej Akademii Technicznej.